# نوام باومان
نوام باومان هو لاعب كرة قدم سويسري في مركز حراسة المرمى، ولد في 10 أبريل 1996 في سويسرا. شارك مع منتخب سويسرا تحت 21 سنة لكرة القدم. أما مع النوادي، فقد لعب مع نادي لوغانو.

## وصلات خارجية
- نوام باومان على موقع رابطة كرة القدم اليابانية للمحترفين (اليابانية)
- نوام باومان على موقع قاعدة بيانات كرة القدم.إي يو (الإنجليزية)
- نوام باومان على موقع ناشيونال فوتبول تيمز (الإنجليزية)
- نوام باومان على موقع Soccerway.com (الإنجليزية)
- نوام باومان على موقع عالم كرة القدم.نت (الإنجليزية)